# Michael Stürmer
Michael Stürmer, né le 29 septembre 1938 à Cassel, est un historien allemand.

## Biographie
Michael Stürmer a fait des études d'histoire, de philosophie et de langues à l'Université de Marbourg, à l'Université libre de Berlin et à la London School of Economics. De 1973 à 2003, il a été professeur à l'Université Friedrich-Alexander d'Erlangen-Nuremberg, et a été professeur invité à la Sorbonne, à l'Université Harvard et à l'Institute for Advanced Study (Princeton). Dans les années 1980, il a été conseiller du chancelier ouest-allemand Helmut Kohl.
Il est principalement connu pour ses travaux d'historien, portant principalement sur le Deuxième Reich, et l'évolution de l'idée de nation en Allemagne. Il a joué un rôle important dans la querelle des historiens (Historikerstreit), suscitant de nombreuses critiques (notamment de la part de Hans-Ulrich Wehler, Jürgen Kocka et Jürgen Habermas) lorsqu'il publia en avril 1986 dans le Frankfurter Allgemeine Zeitung un article intitulé « Une terre sans histoire », dans lequel il défendait la thèse suivante : la nouvelle vague de répression des criminels nazis, qui avait commencé dans les années 1970, contribuerait à entretenir chez les Allemands un complexe de culpabilité, se traduisant notamment par un rejet de leur histoire et toute fierté nationale.

## Œuvres
- Regierung und Reichstag im Bismarkstaat 1871-1880 : Cäsarismus oder Parlamentarismus, 1974
- Das Ruhelose Reich : Deutschland 1866-1918, 1983